# Mieczysław Barys
Mieczysław Piotr Barys (ur. 30 lipca 1896 w Kaczanówce, zm. 1973 w Chrzanowie) – major Wojska Polskiego, w czasie I Wojny Światowej żołnierz I Brygady Legionów Polskich, II Brygady Legionów Polskich oraz II Korpusu Polskiego w Rosji - jedynej w tamtym czasie niezależnej Polskiej Siły Zbrojnej.

## Życiorys
Urodził się 30 lipca 1896 roku w Kaczanówce, w ówczesnym powiecie skałackim Królestwa Galicji i Lodomerii, w rodzinie Pawła, agronoma, i Ludwiki. W 1913 roku we Lwowie wstąpił do Związku Strzeleckiego .
W sierpniu 1914 roku wyjechał do Krakowa, gdzie został przyjęty do I Brygady Legionów Polskich. W następnym miesiącu został skierowany na front. Wziął udział w bitwie pod Krzywopłotami (17–18 listopada 1914 roku), Łowczówkiem (22–25 grudnia 1914 roku) i nad Nidą oraz w maju 1915 roku w bitwie pod Konarami, w czasie której został ranny. Był wówczas żołnierzem 4. kompanii I batalionu 5 pułku piechoty. Leczył się w Szpitalu Twierdzy Nr 9 w Krakowie . Po wyzdrowieniu wrócił na front i wziął udział w bitwach pod Jabłonką, Kuklami i Czartoryskiem (17 listopada 1915 roku). W tej ostatniej bitwie został ciężko kontuzjowany. Był wówczas żołnierzem 2. kompanii I batalionu 4 pułku piechoty. Był leczony w Szpitalu Rezerwowym Nr 2 w Cieszynie. Po zakończeniu leczenia wrócił na front. Walczył w bitwach pod Jeziercami, Kostuchniówką, Polską Górą oraz nad Styrem i Stochodem . W lipcu 1917 roku został przeniesiony do 2 pułku piechoty, w szeregach którego wziął udział w bitwie pod Raranczą i Kaniowem. W czasie tej drugiej bitwy dostał się do niewoli, lecz zdołał uciec .
W latach 1926–1928 kształcił się w Oficerskiej Szkole dla Podoficerów w Bydgoszczy. 15 sierpnia 1928 roku Prezydent RP mianował go podporucznikiem ze starszeństwem z dniem 15 sierpnia 1928 roku i 108. lokatą w korpusie oficerów piechoty, a Minister Spraw Wojskowych wcielił do 12 pułku piechoty w Wadowicach. 2 grudnia 1930 roku został awansowany na porucznika ze starszeństwem z dniem 1 stycznia 1931 roku i 99. lokatą w korpusie oficerów piechoty. W następnych latach kontynuował służbę w 12 pp. Na stopień kapitana został awansowany ze starszeństwem z dniem 19 marca 1937 roku i 314. lokatą w korpusie oficerów piechoty. W 1939 roku był dowódcą 5. kompanii strzeleckiej. 23 sierpnia 1939 roku objął dowództwo II batalionu. Na jego czele walczył w kampanii wrześniowej. 15 września w boju z niemiecką 28 Dywizją Piechoty pod miejscowościami Łukowa i Podsośnina został ranny. Dostał się do niemieckiej niewoli. Przebywał w Oflagu VII A Murnau  aż do wyzwolenia obozu przez wojska amerykańskie 29 kwietnia 1945 roku. Później został awansowany do stopnia majora.
Jego syn Stanisław, był żołnierzem Wojska Polskiego, uczestnikiem kampanii wrześniowej 1939 r, następnie służył od 3 maja 1940 r. w Związku Walki Zbrojnej, po czym w 12 pułku piechoty Armii Krajowej, aby jesienią 1944 zająć stanowisko dowódcy Grupy Dywersyjnej Kęczyński  i walczyć w szeregach Armii Krajowej, aż do wyzwolenia Wadowic spod okupacji niemieckiej w styczniu 1945 r.

## Ordery i odznaczenia
- Krzyż Srebrny Orderu Wojskowego Virtuti Militari[4] [a]
- Krzyż Niepodległości – 13 kwietnia 1931 roku „za pracę w dziele odzyskania niepodległości”[22]
- Krzyż Walecznych
- Srebrny Krzyż Zasługi – 1938[23]
- Medal Pamiątkowy za Wojnę 1918-1921 „Polska Swemu Obrońcy”
- Medal Dziesięciolecia Odzyskanej Niepodległości
- Medal Międzysojuszniczy „Médaille Interalliée”
- Srebrny Medal za Długoletnią Służbę
- Brązowy Medal za Długoletnią Służbę
- Odznaka pamiątkowa I Brygady Legionów(„Za wierną służbę”) – odznaka honorowa I Brygady Legionów Polskich.

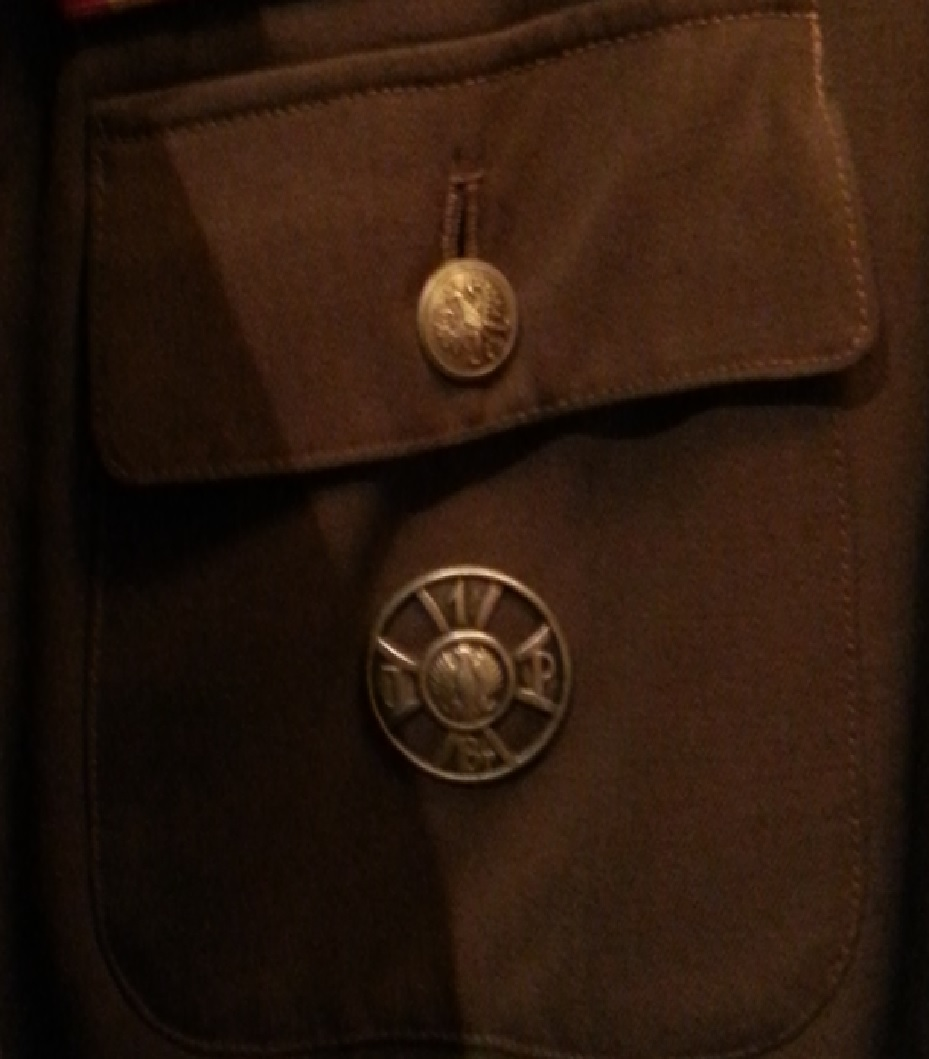
Odznaka honorowa legendarnej I-szej Brygady Legionów przyznana późniejszemu majorowi Mieczysławowi Barysowi za czynny udział w kilkunastu bitwach Legionów